# Ян VI Нассау-Дилленбурзький
Ян VI Нассау-Дилленбурзький або Ян VI Старший (Jan VI de Oude; 22 листопада 1536, Ділленбург — 8 жовтня 1606) — граф Нассау-Ділленбурзький (1559—1606) і Нассау-Байльштайнський (1561—1606). Штатгальтер Гелдерна та Зютфена (1579—1581). Засновник сучасної королівської династії Нідерландів — дому Оранських-Нассау.
Його повний титул — граф Нассау-Ділленбурга, Катценельнбогена, Діца, Зігена, Хадамара та Байльштайна.
Ян VI — другий син графа Вільгельма I Нассау-Ділленбурзького (1487—1559, правив у 1516—1559 роках) від другого шлюбу з Юліаною Штольберзькою. Молодший брат принца Вільгельма I Оранського. Ян VI був тричі одружений і мав загалом 24 дітей. Він був ініціатором і головним автором створення Утрехтської унії 1579 року.
Ян VI помер у рідному Ділленбурзі у віці 69 років.

## Родина
1 Дружина — Єлизавета Лейхтенберзька (1537—1579)
Діти:
- Віллем Людвиг (1560—1620)

- Ян VII (1561—1623)
- Георг (1562—1623)
- Єлізабета (1564—1611) — одружена  3 жовтня 1583 з графом Пилипом IV Нассау-Вейльбур,  7 травня 1603 з графом Вольфгангом Ернстом І Ісенбург-Бюдінген
- Юліана (1565—1630) — одружена  24 квітня 1588 з графом Адольфом Генріхом,
 8 лютого 1619 з графом Яном Альбрехтом
- Граф Пилип (1566—1595)
- Марія (1568—1625) — одружена 2 грудня 1588 з графом Яном Луї І
- Ганна Сібілла (1569—1576)
- Матільда (1570—1625) — одружена 24 червня 1592 з графом Вільгельмом V
- Альберт (1572)
- Граф Ернст Казимир І (1573—1632) — від нього походить королівська родина Нідерландів
- Людвиг Ґюнтер (1575—1604)
- Мертвонароджений син (1579).

2 Дружина (з 1580) — Кунігунда Якобея Пфальц-Зіммернська (1556—1586), донька курфюрста Фрідріха III Пфальцького і Марії Бранденбург-Кульмбаської.
Діти:
- Мертвонароджений син (1581)
- Марія Амалія (1582—1635) — дружина з 1600 графа Вільгельма I з Сольмс-Браунсфельд-Грайфенштайна
- Кунігунда (1583—1584)

- Мертвонароджений син (1585).

3 Дружина (з 1586) — Йоганета фон Сайн-Вітгенштейн (1561—1622), донька графа Людвіга I Сайн-Вітгенштейна (1532—1605).
Діти:
- Георг Людвиг (1588)
- Ян Людвиг (1590—1653) — граф Нассау-Гадамар (1606—1653), князь Нассау-Гадамар з 1650 року
- Йоганета Єлизавета (1593—1654) — одружена з 1616 року з графом Конрадом Гупрехтом Бентхайм-Лімбурга

- Ганна (1594—1660) — одружена з 1619 року з графом Пилипом Ернстом Айзенбург-Бірштейнським
- Магдалина (1595—1633) — одружена з 1624 року з графом Георгом Альбрехтом І Ербахським
- Ганна Амалія (1599—1667) — одружена з 1648 року з графом Вільгельмом Отто Айзенбург-Бірштейнським
- Юліана (1602)